# Viaje al Oeste (película)
Viaje al Oeste (chino tradicional: 西遊記; chino simplificado: 西游记; pinyin: Xī Yóu Jì) es una película chino-estadounidense de acción y fantasía en 3D, basada en la novela clásica Viaje al Oeste de Wu Cheng'en. La película será dirigida por Zhang Jinlai y producida por Mark Johnson. Está protagonizada por Zhang Jinlai, Ma Dehua, Chi Zhongrui, Liu Dagang y Kris Wu. La película se estrenó en 2016.

## Reparto
- Zhang Jinlai (Liu Xiao Ling Tong) como Sun Wukong, el Rey Mono.
- Ma Dehua como Zhu Bajie.
- Chi Zhongrui como Tang Sanzang.
- Liu Dagang como Bonzo Sha.
- Kris Wu como el Caballo Dragón Blanco.

## Producción
El 15 de abril de 2015, los productores realizaron una conferencia de prensa en Beijing y anunciaron que estarían produciendo la película con Paramount Pictures. La fotografía principal ha comenzado.

### Casting
Al anunciar que comenzaron a producir la película, Paramount reveló que Zhang Jinlai, Ma Dehua, Chi Zhongrui repartirán sus papeles de Sun Wukong, Zhu Bajie y Xuanzang de la serie televisiva de 1986, Viaje al Oeste. Como Yan Huaili, que retrató Sha Wujing en la serie "Viaje al Oeste, está muerto desde hace años, Liu Dagang reemplazará sus papeles como Sha Wujing. 